# Économie de Lille
L'économie de Lille trouve ses racines dans un très riche passé industriel et commercial, en particulier dans les domaines de l’agro-alimentaire avec ses moulins et ses brasseries, du textile autour de la filature du lin et de la transformation du coton, de la mécanique à destination notamment de l’automobile et du ferroviaire. Marques d'un riche passé commerçant, certaines grandes enseignes françaises sont nées à Lille, tels que les magasins d'électroménager Boulanger, originellement installés rue Léon-Gambetta, ou encore les boulangeries Paul, dont la première boutique est située place de Strasbourg. C’est aussi, de longue date en raison des fortunes qui s’y sont bâties, un centre financier de premier plan, dans la banque et l’assurance. Mais Lille est aujourd’hui largement recentrée sur sa vocation de capitale administrative et de fournisseur de services publics ou privés aux activités environnantes. C’est pourquoi l’appréhension de l’économie locale à l’échelle de la seule commune de Lille ne revêt qu’un sens limité.

## Revenus de la population et fiscalité

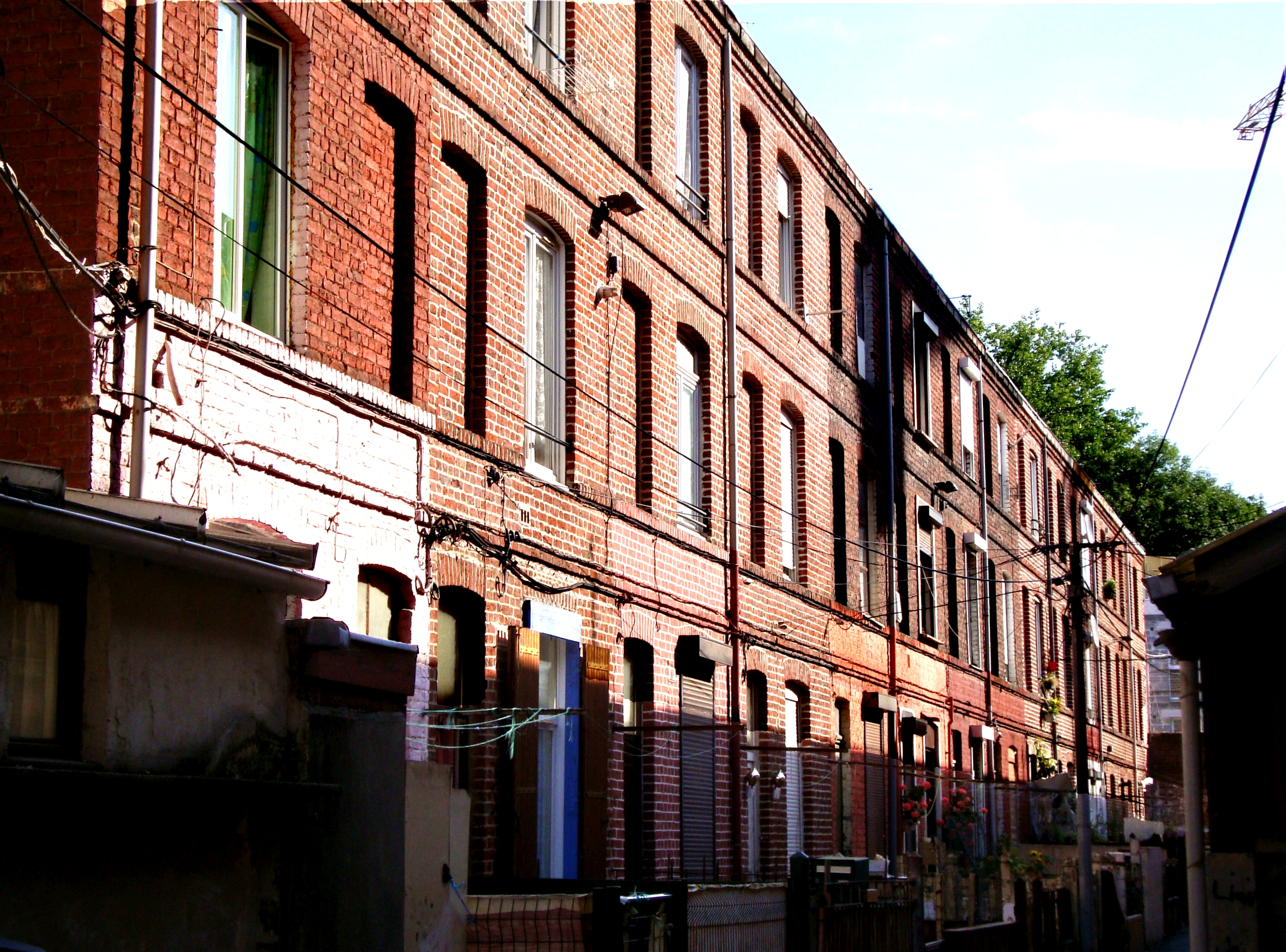
Une courée dans le quartier de Wazemmes

Socialement, Lille a toujours été une ville de contrastes. En tant que cité marchande, lorsque l’opulence des bourgeois côtoie la précarité de la condition des artisans et la misère du petit peuple, mais surtout en tant que cité industrielle. C’est certainement la ville française qui a incarné le mieux les ravages sociaux de l’industrialisation et la paupérisation des classes laborieuses. Lille tient ainsi une place de choix dans le « Tableau de l’état physique et moral des ouvriers employés dans les manufactures de coton, de laine et de soie » publié en 1840 par Louis René Villermé et c’est après un passage à Lille en 1851 que Victor Hugo écrit le poème des Châtiments « Joyeuse vie » et son célèbre vers « Caves de Lille ! on meurt sous vos plafonds de pierre ! » . Cette situation ne changera guère jusqu’à la Seconde Guerre mondiale. Ainsi, de 1850 jusqu’à la Première Guerre mondiale, 8 à 9 % de la population lilloise, constituée d’industriels, négociants, propriétaires et professions libérales, détient entre 88 % et 91 % de la fortune de la cité tandis que les classes populaires, qui représentent près des deux tiers de la population, n’en contrôlent qu’une part très restreinte, toujours inférieure à 1 %. Dans les années 1920, la misère se perpétue et en 1937-1938 encore, 52 % des décédés ne laissent aucun héritage.

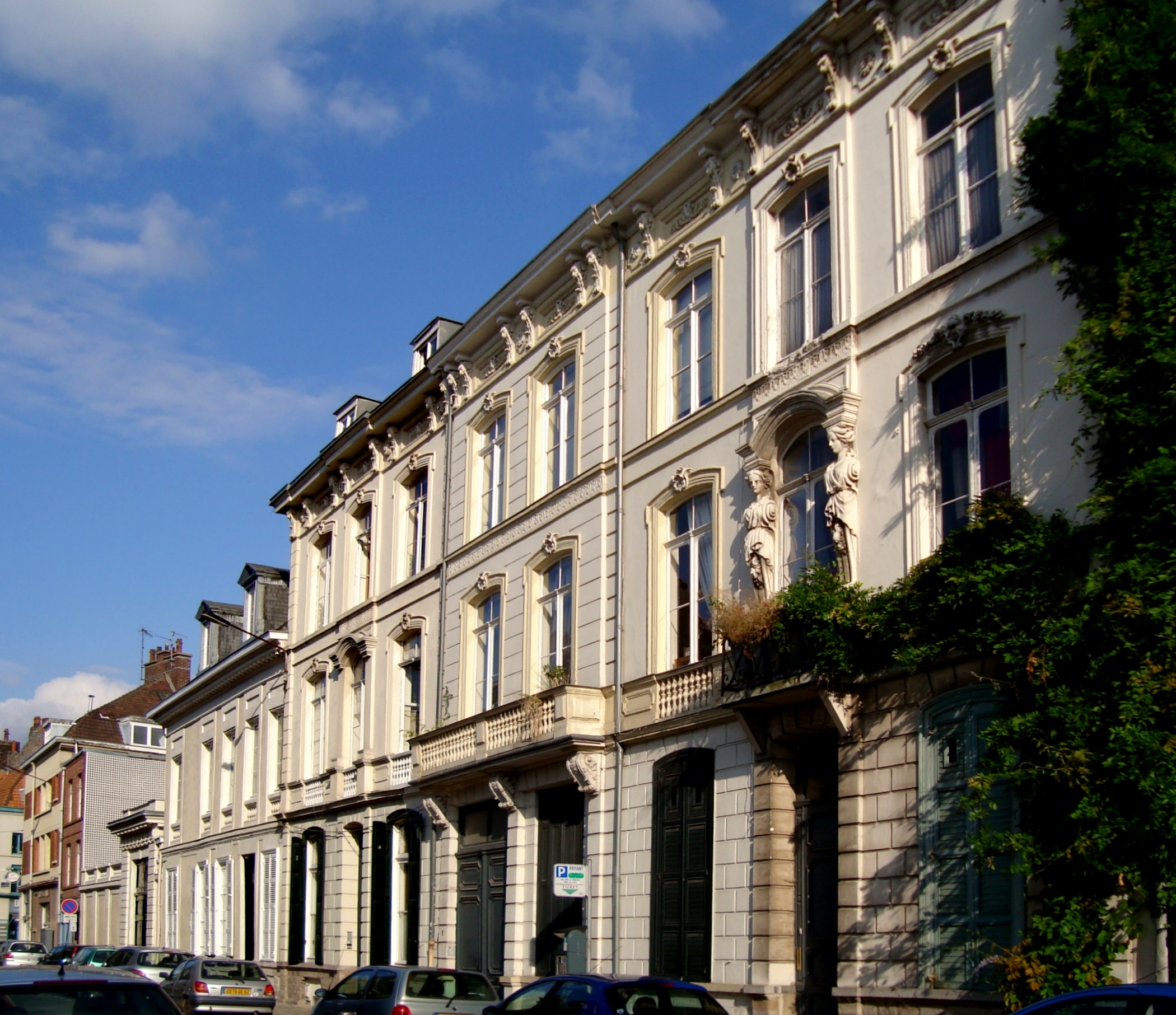
Hôtels particuliers rue Négrier dans le Vieux-Lille

Si la situation des Lillois n’est bien entendu plus la même aujourd’hui, toute trace du passé n’a pourtant pas disparu. Globalement, le revenu fiscal moyen des ménages par UC en 2007 est le plus faible des principales villes françaises et inférieur de plus de 2 600 € à la moyenne nationale. L’éventail des revenus y est par ailleurs très ouvert, le rapport entre le seuil des 10 % de revenus fiscaux les plus élevés (34 676 € par UC) et le seuil des 10 % de revenus fiscaux les plus faibles (2 609 € par UC) atteignant 13,3 (contre 5,4 pour l'ensemble de la France métropolitaine).
L'ampleur de cet écart tient plus au nombre des foyers à très faible revenu qu’à l’importance des plus hauts revenus : le seuil du 1er décile se situe à 6 573 € par UC au niveau national, 2,5 fois au-dessus du seuil lillois, tandis que le seuil du neuvième, à 35 572 € par UC, est très proche du seuil lillois. Ainsi, en 2007, plus de 35 % des foyers fiscaux lillois présentent un revenu inférieur à 9 400 €, soit 8,5 points de plus qu’au niveau national, et seuls 48,6 % des foyers fiscaux sont imposables, soit cinq points de moins qu'au niveau national. Parmi les grandes villes, seules Montpellier et Marseille présentent des situations similaires. Pour autant, il existe également une classe très aisée à Lille, 1,2 % des foyers fiscaux étant redevables de l’impôt sur la fortune, pour un patrimoine moyen de près de 1,7 million d’euros.
Les disparités entre quartiers sont par ailleurs importantes : en 2002, le revenu médian s'établissait à moins de 6 800 euros par UC dans les quartiers du sud (Fives, Lille-Sud, Faubourg de Béthune), tandis qu'il dépassait 16 000 euros par UC dans les quartiers du nord-ouest (Vauban-Esquermes, Vieux-Lille et Centre).
Mais cette approche localisée, pour être véritablement pertinente au regard de celle des principales villes françaises, ne doit pas s’effectuer au niveau de la seule commune de Lille, mais de la métropole dans son ensemble, la polarisation sociale étant également très marquée à cette échelle en dépit d'un rapport inter-déciles de moindre ampleur.
| Ménages de            | Nombre d’UC | Revenu fiscal moyen | Seuil du premier décile (€) | Seuil du neuvième décile (€) | Rapport inter-déciles (9/1) |
| --------------------- | ----------- | ------------------- | --------------------------- | ---------------------------- | --------------------------- |
| Lille                 | 138 294     | 18 127              | 2 609                       | 34 676                       | 13,3                        |
| CU de Lille Métropole | 703 124     | 19 248              | 4 628                       | 34 221                       | 7,4                         |
| France métropolitaine | 40 895 697  | 20 752              | 6 573                       | 35 572                       | 5,4                         |

En effet, si Lille, comme beaucoup de villes-centre, présente une importante mixité sociale et une forte proportion de personnes isolées et de familles monoparentales, cette situation se retrouve dans d'autres communes de la métropole (en particulier à Roubaix, Tourcoing, Villeneuve-d'Ascq, Loos, etc.) tandis que les communes rurbaines accueillent pour l'essentiel des familles aisées, pour la plupart propriétaires de leur logement (en particulier au Nord de Lille, à Verlinghem, Wambrechies, Marcq-en-Barœul, Bondues, Mouvaux, Roncq, Linselles, etc.), pour ne pas citer Croix qui détenait, jusqu'en 2008, le record de France du patrimoine moyen des personnes assujetties à l'ISF.

## Emploi
Si, en l'espace de 40 ans, le niveau de l'emploi n'a guère évolué, sa structure s'est par contre profondément modifiée. À la fin des années 1960, l'industrie lilloise emploie encore quelque 50 000 personnes. En 2006, elles sont moins de 10 000. En leur sein, les activités industrielles traditionnelles ont par ailleurs pratiquement disparu. Trois industries emploient environ 1 400 personnes chacune : l'Eau, gaz & électricité ; l'Édition, imprimerie, reproduction et les Industries agricoles et alimentaires. Aucune autre n'atteint le seuil de 1 000 et l'industrie textile ne représente plus que 350 emplois. Les qualifications employées se sont aussi fortement modifiées : l'emploi industriel est en 2006 constitué pour près de moitié de cadres et professions intermédiaires, en premier lieu administratives ; l'emploi ouvrier n'en représente plus que 38 %. L'essentiel de l'emploi ouvrier est à présent de type artisanal, dans la construction et les services.
| Secteur d’emploi | 1968    | 1975    | 1982    | 1990    | 1999    | 2006    |
| ---------------- | ------- | ------- | ------- | ------- | ------- | ------- |
| Agriculture      | 340     | 240     | 144     | 116     | 175     | 216     |
| Industrie & BTP  | 51 900  | 43 500  | 34 588  | 22 406  | 15 351  | 13 958  |
| Tertiaire        | 91 992  | 103 790 | 107 916 | 114 992 | 122 736 | 136 881 |
| Total            | 144 232 | 147 530 | 142 648 | 137 514 | 138 262 | 151 055 |

Le secteur tertiaire, qui représentait 64 % des emplois en 1968, en représente 91 % en 2006. Les deux premiers employeurs sont l'administration publique et la santé et action sociale avec environ 24 000 emplois chacun. Viennent ensuite l'éducation avec 13 000 emplois et les activités de conseil et d'assistance aux entreprises avec plus de 10 000 emplois. Le commerce de détail et les activités financières représentent également près de 10 000 emplois pour le premier et de 9 000 pour les secondes, tandis que les services opérationnels aux entreprises et les transports en représentent près de 8 000 chacun.
Dans cet ensemble, les cadres et employés de la fonction publique représentent plus de 55 000 salariés, soit environ 40 % des cadres et professions intellectuelles supérieures, professions intermédiaires et employés. La ville de Lille bénéficie en effet de nombreux emplois publics, que ce soit :
- de la fonction publique d’État (principalement dans les services déconcentrés de l'État regroupés au sein de la cité administrative, dans les établissements d'enseignement et l'une des trois facultés publiques de l'agglomération encore située à Lille, à l'Insee) ;
- de la fonction publique hospitalière (le centre hospitalier régional situé à Lille-Sud est le premier employeur de la région) ;
- de la fonction publique décentralisée (territoriale, tels les conseils général et régional, ou particulière, telle la Banque de France) ;
- ou des établissements publics industriels et commerciaux (siège régional de la SNCF, d'EDF) ou administratifs (INPI, etc.)

Les autres emplois sont principalement occupés par des cadres administratifs, commerciaux ou techniques d'entreprise (12 500), des professions intermédiaires administratives d'entreprise (15 000) et des employés administratifs d'entreprise (13 500). Les employés de commerce et les personnels de services aux particuliers représentent aussi environ 7 000 emplois chacun.
| Secteur        | Agriculteurs | Agriculteurs | Artisans, commerçants, chefs d'entreprise | Artisans, commerçants, chefs d'entreprise | Cadres, professions intellectuelles | Cadres, professions intellectuelles | Professions intermédiaires | Professions intermédiaires | Employés | Employés | Ouvriers | Ouvriers |
| Année          | 1968         | 2006         | 1968                                      | 2006                                      | 1968                                | 2006                                | 1968                       | 2006                       | 1968     | 2006     | 1968     | 2006     |
| -------------- | ------------ | ------------ | ----------------------------------------- | ----------------------------------------- | ----------------------------------- | ----------------------------------- | -------------------------- | -------------------------- | -------- | -------- | -------- | -------- |
| Lille          | 0,1 %        | 0,0 %        | 7,8 %                                     | 3,2 %                                     | 7,5 %                               | 20,2 %                              | 16,7 %                     | 30,0 %                     | 33,1 %   | 32,8 %   | 34,9 %   | 13,8 %   |
| LMCU           | 1,3 %        | 0,3 %        | 9,0 %                                     | 3,8 %                                     | 5,3 %                               | 17,5 %                              | 14,6 %                     | 27,7 %                     | 24,4 %   | 29,6 %   | 45,4 %   | 21,1 %   |
| France entière | 12,5 %       | 2,2 %        | 9,9 %                                     | 6,0 %                                     | 5,2 %                               | 15,4 %                              | 12,4 %                     | 24,6 %                     | 22,5 %   | 28,7 %   | 37,6 %   | 23,2 %   |

Ainsi, à la fin des années 1960, Lille était déjà une capitale régionale dotée de nombreuses institutions, publiques et privées. Cette vocation s'est renforcée et, en 2006, plus de la moitié de l'emploi lillois est occupé par des cadres, professions intellectuelles et intermédiaires. Mais c'était aussi une grande ville manufacturière présentant un taux d'emplois ouvriers proche de la moyenne nationale. Ce n'est plus le cas en 2006 : la part de l'emploi ouvrier a diminué de plus de 20 points et se situe près de 10 points au-dessous de la moyenne nationale.
Parallèlement, la population active lilloise s'établissait en 2006 à 107 931 personnes, parmi lesquelles 89 784 ayant un emploi.
| Secteur        | Agriculteurs | Agriculteurs | Artisans, commerçants, chefs d'entreprise | Artisans, commerçants, chefs d'entreprise | Cadres, professions intellectuelles | Cadres, professions intellectuelles | Professions intermédiaires | Professions intermédiaires | Employés | Employés | Ouvriers | Ouvriers |
| Année          | 1968         | 2006         | 1968                                      | 2006                                      | 1968                                | 2006                                | 1968                       | 2006                       | 1968     | 2006     | 1968     | 2006     |
| -------------- | ------------ | ------------ | ----------------------------------------- | ----------------------------------------- | ----------------------------------- | ----------------------------------- | -------------------------- | -------------------------- | -------- | -------- | -------- | -------- |
| Lille          | 0,1 %        | 0,0 %        | 10,2 %                                    | 3,0 %                                     | 7,1 %                               | 22,7 %                              | 15,7 %                     | 27,2 %                     | 29,8 %   | 28,7 %   | 37,1 %   | 18,5 %   |
| LMCU           | 1,3 %        | 0,3 %        | 9,5 %                                     | 3,8 %                                     | 5,5 %                               | 16,7 %                              | 15,0 %                     | 25,5 %                     | 24,7 %   | 29,1 %   | 44,1 %   | 24,7 %   |
| France entière | 12,2 %       | 1,9 %        | 9,6 %                                     | 5,7 %                                     | 5,1 %                               | 14,4 %                              | 12,3 %                     | 23,9 %                     | 22,7 %   | 29,6 %   | 38,1 %   | 24,6 %   |

La sociologie des actifs lillois a logiquement suivi celle des emplois. Toutefois, les cadres et professions intellectuelles supérieures et les ouvriers sont sur-représentés dans la population par rapport à la structure de l'emploi local. Mais leur situation au regard de l'emploi est radicalement différente. Si, comme partout en France, le taux de chômage a augmenté pour toutes les catégories socio-professionnelles depuis une trentaine d'années, seuls 4,3 % des cadres et professions intellectuelles supérieures sont sans emploi en 2006, taux conforme à la moyenne nationale (4,1 %), quand c'est le cas de 28 % des ouvriers, soit 13 points de plus qu'au niveau national (15,1 %).
Le décalage introduit par la rapidité de la restructuration du tissu industriel avec la qualification de la population active se traduit ainsi par un taux de sans emploi régulièrement supérieur de plusieurs points à la moyenne nationale depuis la fin des années 1970.
| Année          | 1968  | 1975  | 1982   | 1990   | 1999   | 2006   |
| -------------- | ----- | ----- | ------ | ------ | ------ | ------ |
| Lille          | 2,9 % | 4,6 % | 10,3 % | 14,6 % | 16,9 % | 15,2 % |
| LMCU           | 2,4 % | 3,8 % | 8,8 %  | 12,4 % | 14,3 % | 13,2 % |
| France entière | 2,1 % | 3,8 % | 7,4 %  | 10,1 % | 11,7 % | 10,6 % |

## Entreprises et secteurs d'activité

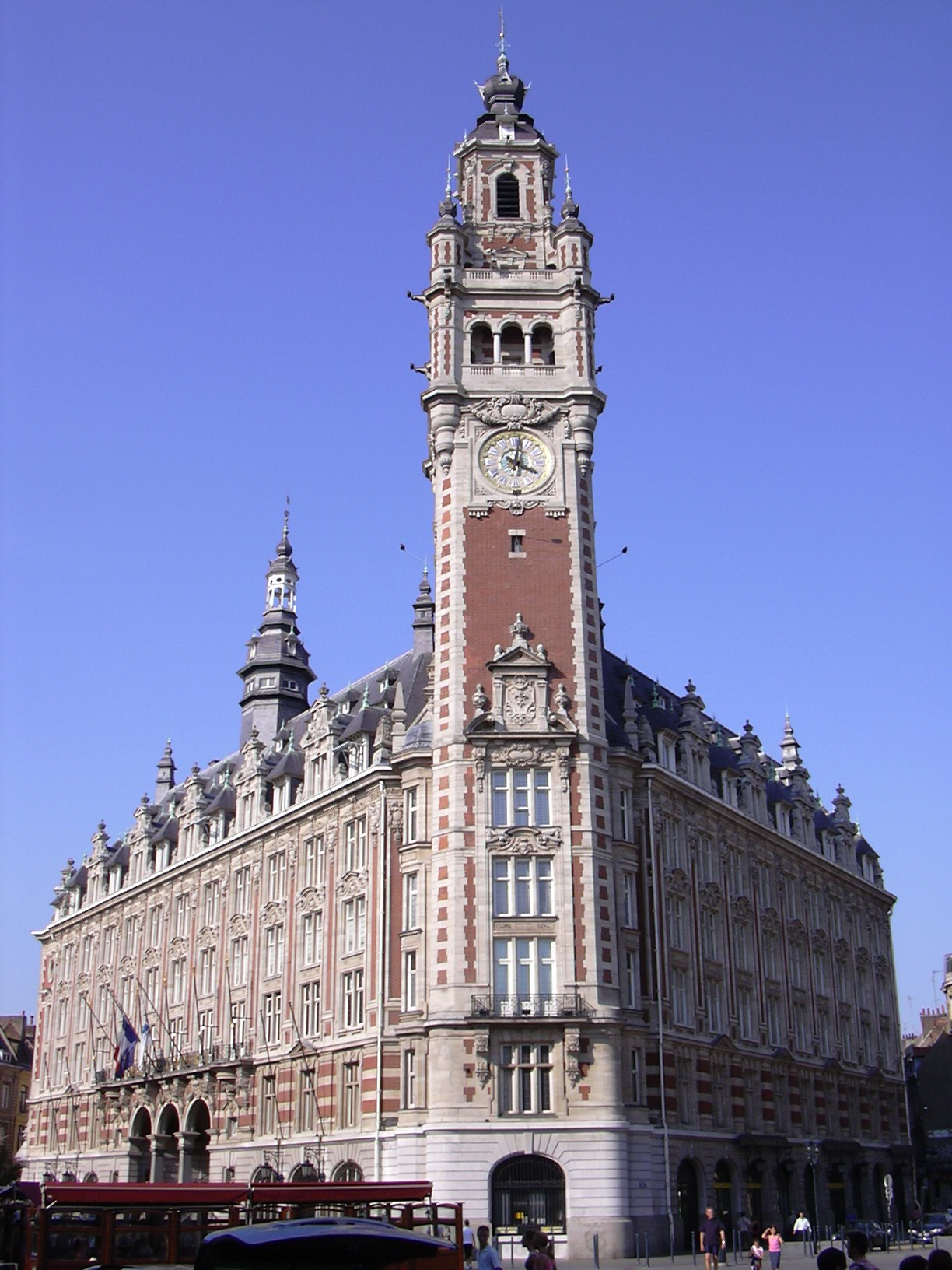
La chambre de commerce

Lille est le siège de la Chambre régionale de commerce et d’industrie du Nord - Pas-de-Calais. La ville est également le siège de la Chambre de commerce et d'industrie du Grand Lille. Elle gère le port fluvial, l’aéroport de Lille - Lesquin, l'aéroport de Merville - Calonne ainsi que plusieurs écoles de formation supérieure et le CFA.
En 2007, Lille compte près de 21 000 établissements, soit 31 % des établissements de la métropole. Les plus nombreux sont les établissements de commerce et de services aux entreprises. Les établissements de l'industrie et de la construction sont sous représentées par rapport à la métropole tandis que les établissements de l'administration, des activités immobilières et des services aux particuliers sont sur représentés.
Les établissements de l'industrie et de la construction ne sont pas seulement moins nombreux, mais aussi plus petits, en effectif moyen de salariés, que dans le reste de la métropole. Seuls deux établissements dépassent 500 salariés (EDF, dans l'énergie et La Voix du Nord, dans l'édition). En revanche, les établissements de l'administration et de l'Éducation, la santé et l'action sociale sont plus gros. Ils représentent près des trois-quarts des établissements lillois de plus de 500 salariés (grandes administrations, comme le conseil régional, le conseil général, la ville de Lille ou la communauté urbaine et grandes infrastructures publiques de santé, comme les CHU, mais aussi privées, comme les polycliniques de la Louvière et du Bois). C'est aussi le cas des transports, avec en particulier le siège régional de la SNCF, et des activités financières, avec les sièges de nombreuses banques et sociétés d'assurances, dont deux dépassent 500 salariés (Crédit mutuel Nord Europe et Scalbert Dupont CIN).
La part des établissements de services aux entreprises est particulièrement importante. Très diversifiés, ils couvrent de grandes entreprises (La Poste, France Télécom, Forclum, Apave, etc.) mais aussi un grand nombre de moyennes et petites entreprises dans les activités informatiques, l'administration d'entreprises, la publicité et les études de marché, l'architecture et l'ingénierie, les services professionnels et le contrôle, la sécurité, le nettoyage et les services divers aux entreprises.
| Secteur                          | Nombre d’établissements | Nombre d’établissements | Nombre d’établissements | Répartition par tranche d’effectif (nombre de salariés) | Répartition par tranche d’effectif (nombre de salariés) | Répartition par tranche d’effectif (nombre de salariés) | Répartition par tranche d’effectif (nombre de salariés) | Répartition par tranche d’effectif (nombre de salariés) | Effectif moyen | Effectif moyen |
| Secteur                          | LMCU                    | Lille                   | % Lille                 | Aucun                                                   | 1 à 19                                                  | 20 à 99                                                 | 100 à 499                                               | 500 et plus                                             | Lille          | LMCU           |
| -------------------------------- | ----------------------- | ----------------------- | ----------------------- | ------------------------------------------------------- | ------------------------------------------------------- | ------------------------------------------------------- | ------------------------------------------------------- | ------------------------------------------------------- | -------------- | -------------- |
| Industrie                        | 3 774                   | 819                     | 22 %                    | 404                                                     | 361                                                     | 40                                                      | 12                                                      | 2                                                       | 17             | 22             |
| Construction                     | 4 030                   | 758                     | 19 %                    | 364                                                     | 360                                                     | 32                                                      | 2                                                       | 0                                                       | 8              | 11             |
| Commerce                         | 13 578                  | 4 265                   | 31 %                    | 2 243                                                   | 1 926                                                   | 83                                                      | 13                                                      | 0                                                       | 7              | 11             |
| Transports                       | 1 649                   | 407                     | 25 %                    | 196                                                     | 182                                                     | 23                                                      | 5                                                       | 1                                                       | 32             | 26             |
| Activités financières            | 2 144                   | 692                     | 32 %                    | 282                                                     | 340                                                     | 51                                                      | 17                                                      | 2                                                       | 21             | 18             |
| Activités immobilières           | 5 123                   | 1 771                   | 35 %                    | 1 159                                                   | 587                                                     | 23                                                      | 2                                                       | 0                                                       | 5              | 4              |
| Services aux entreprises         | 12 519                  | 4 087                   | 33 %                    | 2 656                                                   | 1 249                                                   | 149                                                     | 27                                                      | 6                                                       | 15             | 17             |
| Services aux particuliers        | 8 916                   | 3 075                   | 34 %                    | 1 636                                                   | 1 347                                                   | 86                                                      | 6                                                       | 0                                                       | 7              | 6              |
| Éducation, santé, action sociale | 11 311                  | 3 217                   | 28 %                    | 2 184                                                   | 765                                                     | 195                                                     | 58                                                      | 15                                                      | 43             | 31             |
| Administration                   | 4 404                   | 1 770                   | 40 %                    | 1 187                                                   | 456                                                     | 80                                                      | 34                                                      | 13                                                      | 59             | 48             |
| Total                            | 67 468                  | 20 861                  | 31 %                    | 12 311                                                  | 7 573                                                   | 762                                                     | 176                                                     | 39                                                      | 18             | 17             |

### Secteur primaire

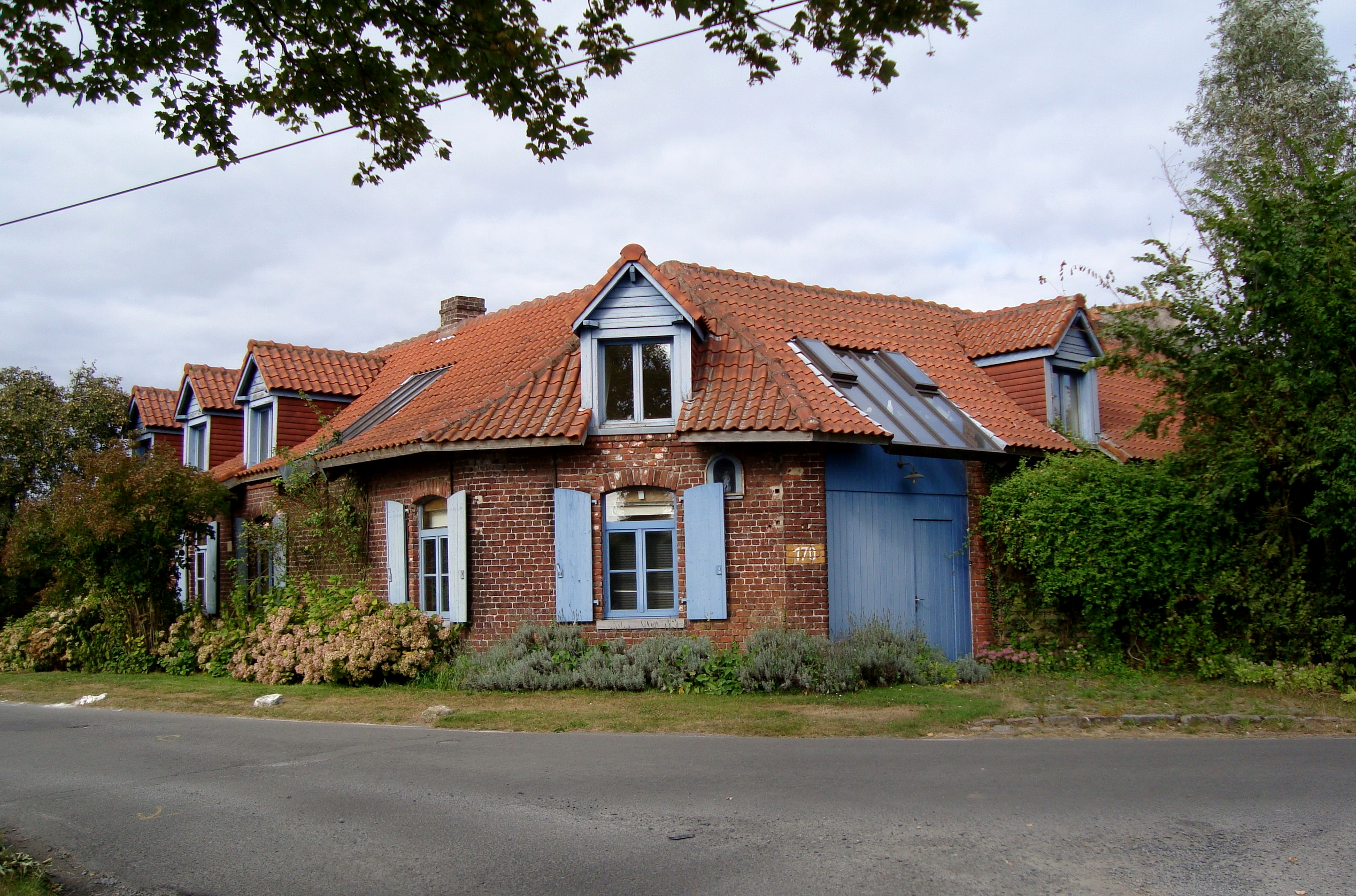
Une ferme au carré dans la campagne de Marcq-en-Barœul

Lille se trouve au sein d’une agglomération encore fortement agricole, mais la commune ne possède plus de terres agricoles sur son territoire. Son développement l’a d'abord amenée à absorber au cours du XIXe siècle les villages voisins pour développer son industrie, ce qui s’est traduit par une transformation de ces zones rurales en quartiers industriels. L’agriculture s'est alors trouvée repoussée au-delà des fortifications, sur ce qui est aujourd’hui Lille-Sud, Fives, Hellemmes et Saint-Maurice Pellevoisin. L’essor industriel du XXe siècle a touché d’abord les propriétés agricoles de Fives et Hellemmes, puis Saint-Maurice. La pression immobilière à partir de 1930, puis celle de l’après-guerre, ont fait disparaître celles de Lille-Sud et de Pellevoisin où le dernier verger a été rasé en 1964. De ce passé subsistent quelques anciennes halles (halle de Wazemmes, halle de Solférino et halle aux sucres) et, au cœur du Vieux-Lille, des noms de rues qui rendent hommage aux anciens grands abattoirs aujourd’hui rasés.

### Secteur secondaire
Lille affirme sa vocation manufacturière dès le XVIe siècle, particulièrement dans le domaine textile avec l'expansion de la sayetterie (fabrication d'étoffes légères en laine peignée) et de ses filatures de lin, puis de coton. Au début du XIXe siècle, Lille profite de l’avènement de la machine à vapeur et des importants gisements de charbon de la région pour développer une industrie textile (Wazemmes, Lille-Moulins) et mécanique (Fives, Hellemmes, Bois Blancs).

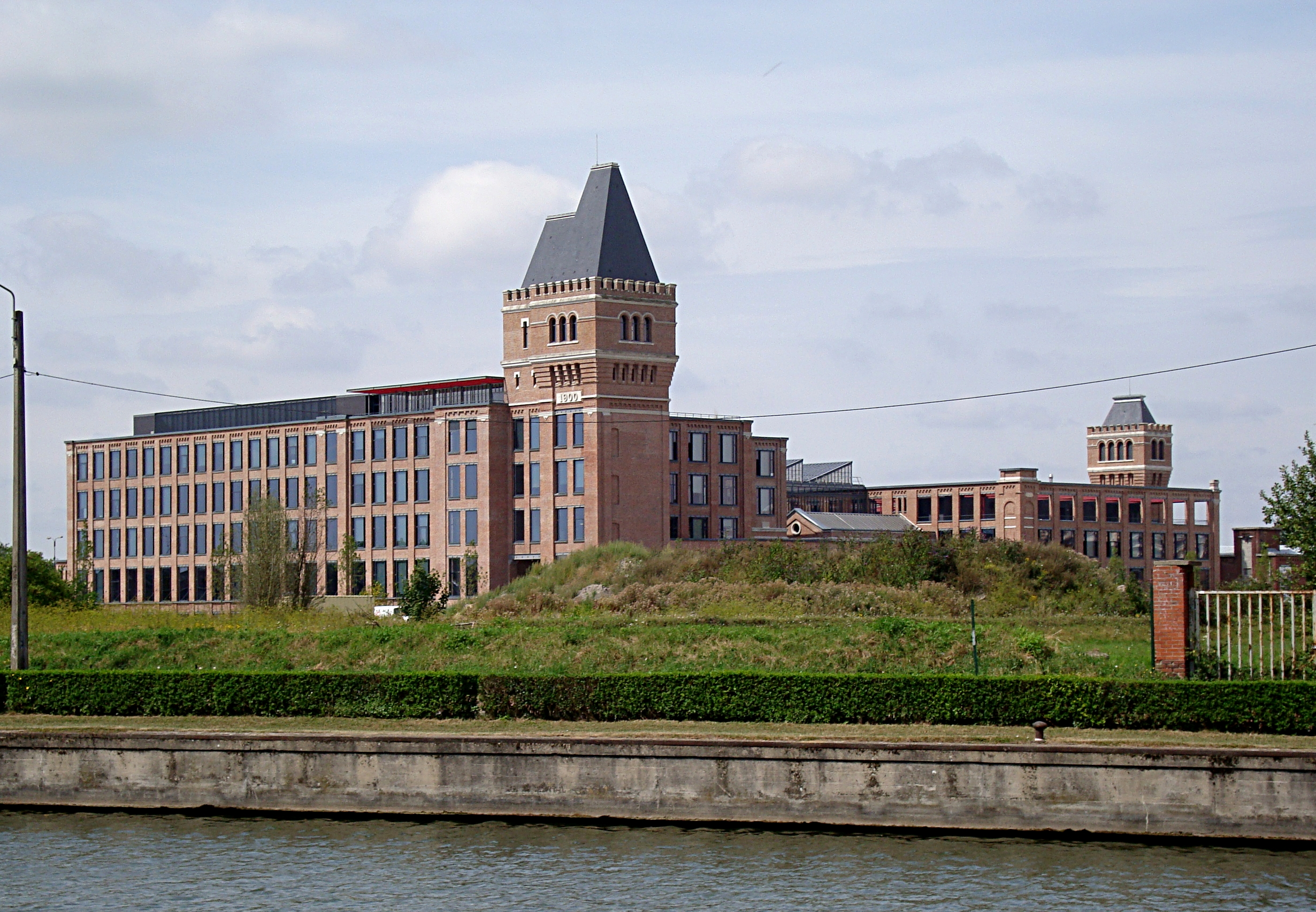
Le site d'Euratechnologies

Les patrons du Nord, ardents défenseurs de la mono-industrie, se sont longtemps opposés à toute tentative de diversification. Or, ces activités traditionnelles, mal préparées, entrent en crise profonde au début des années 1970. À la crise pétrolière de 1973 s'ajoute dans la région une crise charbonnière qui affecte directement l’industrie mécanique, telle Fives Cail (8 000 employés sur Fives). Puis vient celle du textile français qui va conduire à sa quasi-disparition du paysage économique lillois. Mais il reste de nombreuses traces de ce passé récent.
Dans le textile, la ville qui a abrité dans de nombreux quartiers (Wazemmes, Lille Moulins, Hellemmes) des filatures connait en 1990 la fermeture de la dernière, la filature Mossley située à Hellemmes. Aujourd’hui quelques friches textiles ont connu une belle reconversion comme la faculté de Droit de Lille II, la maison folie de Wazemmes, le théâtre du Prato ou le site d'Euratechnologies.
Les brasseries ont également disparu de la ville, mais il en reste des traces, notamment la maison folie de Moulins installée dans une ancienne brasserie.
Ces activités industrielles ne sont donc plus qu'un souvenir et l'industrie lilloise est aujourd'hui essentiellement représentée par des sièges sociaux et quelques dizaines de PMI, notamment dans les secteurs de la pharmacie et des biotechnologies. Lille héberge en effet le plus grand complexe hospitalo-universitaire d’Europe avec Eurasanté, parc d’activités de 130 hectares dédié aux secteurs de la santé et des biotechnologies, qui accueille une centaine d'entreprises.

#### Secteur tertiaire
Pour faire face au déclin des activités industrielles, Lille a cherché à développer des activités tertiaires, notamment sous l’impulsion de Pierre Mauroy qui a favorisé la desserte de Lille par le réseau de lignes à grande vitesse et lancé le projet de centre d’affaires Euralille. Lille est sur la voie de cette reconversion depuis maintenant deux décennies.

#### Commerce

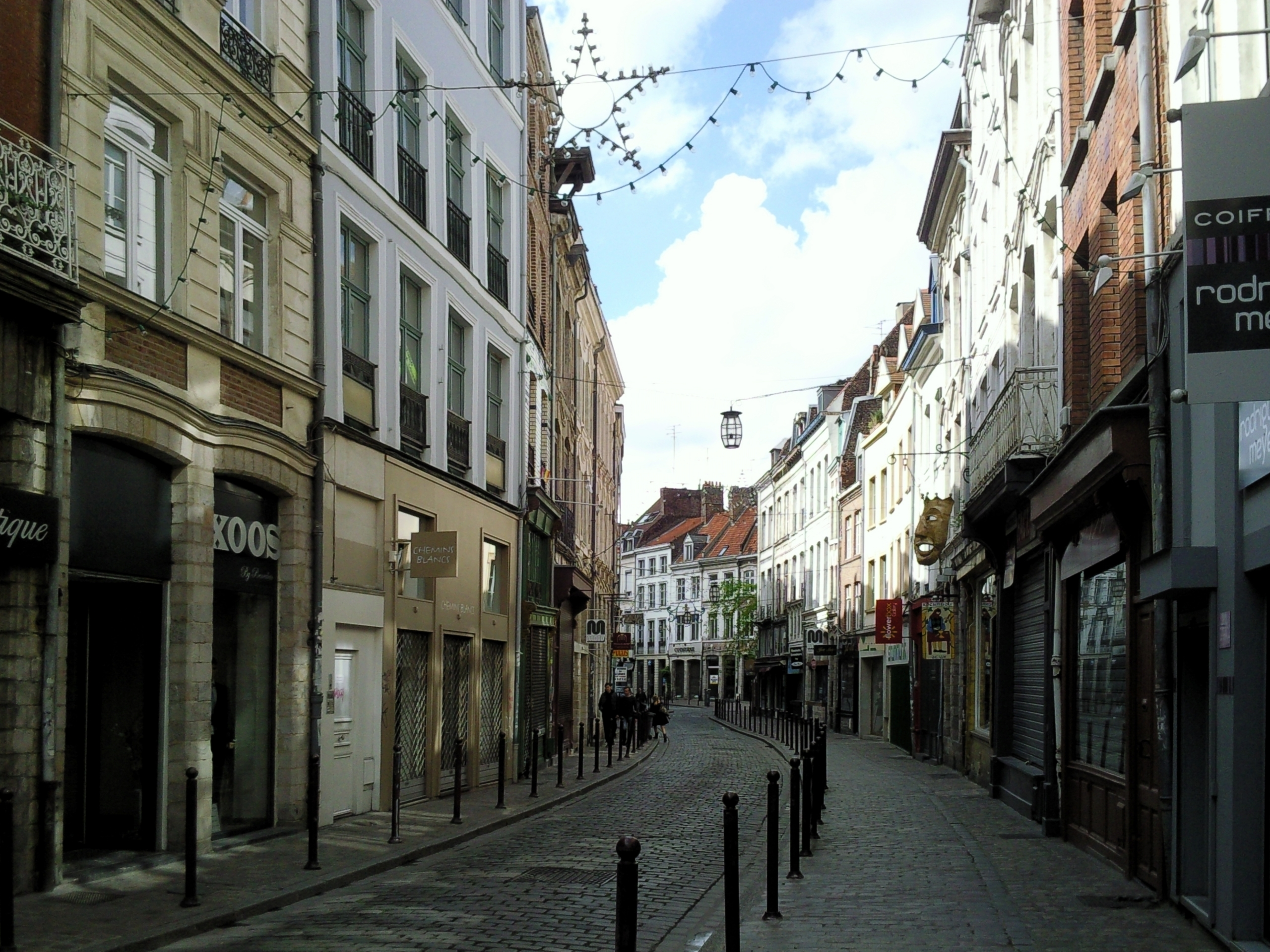
La rue de la Clé, l'une des rues commerçantes du Vieux-Lille

La place centrale qu'occupe la ville au sein de la métropole en fait un centre d'attraction particulièrement favorable aux activités commerciales. Lille compte ainsi 4 500 établissements du commerce et de l'artisanat.
La partie sud du Vieux Lille, qui hébergeait encore dans les années 1970 les populations les plus déshéritées de la ville, accueille désormais les commerces de luxe où sont commercialisées la plupart des grandes marques d'équipement de la personne et du foyer.
La plupart des grandes enseignes de distribution sont également présentes à Lille, dans le quartier du centre : le Printemps, les Galeries Lafayette, la Fnac, Darty, Surcouf, le Furet du Nord, etc.
Dans la grande distribution, Carrefour a implanté un magasin dans le centre commercial d'Euralille, qui accueille par ailleurs environ 120 commerces, et un autre dans le centre commercial de Lomme, qui comprend également 35 boutiques, à côté d'un magasin Ikea. Une autre galerie marchande, le centre commercial Les Tanneurs, est située dans le centre. Elle héberge une cinquantaine de commerces dont un Monoprix.
Dans le commerce de gros, Lomme accueille un Marché d'intérêt national (MIN) sur 40 hectares qui est le second en France après celui de Rungis.

#### Finance et assurance
La métropole lilloise est la deuxième ou la troisième place financière de France après Paris et au coude à coude avec Lyon. À Lille même, l'essor de la ville au cours de la seconde moitié du XIXe siècle a conduit à la création de nombreuses banques mutualistes. Aujourd'hui, trois d'entre elles sont des acteurs majeurs de l'économie régionale. Il s'agit de la Banque Scalbert-Dupont (groupe CIC), du Crédit mutuel Nord-Europe (groupe Crédit mutuel) et du Crédit du Nord.
Depuis, de nombreuses directions régionales de grandes banques se sont implantées à Lille, parfois de façon importante comme LCL qui a fait bâtir une tour à Euralille, quartier où la Caisse d’épargne Nord France Europe (devenu depuis la Caisse d’Epargne Hauts de France) a inauguré sa propre tour en 2007. Le nouveau quartier d'affaires accueille également la direction régionale de BNP Paribas, la délégation régionale de la Société générale et la direction régionale du groupe CDC. Lille accueille par ailleurs une importante succursale de la Banque de France et une délégation régionale d'Euronext.
L'assurance est aussi particulièrement bien représentée. La Mondiale, Lloyd Continental et l'Union générale du Nord y ont installé leur siège. AXA, Cardif, la CNP, le GAN, Groupama ou la Macif y ont également installé une délégation régionale. Parmi les intermédiaires, la société Gras Savoye, fondée à Lille en 1907, est aujourd'hui la première entreprise européenne de courtage d’assurance et de réassurance.

#### Tourisme

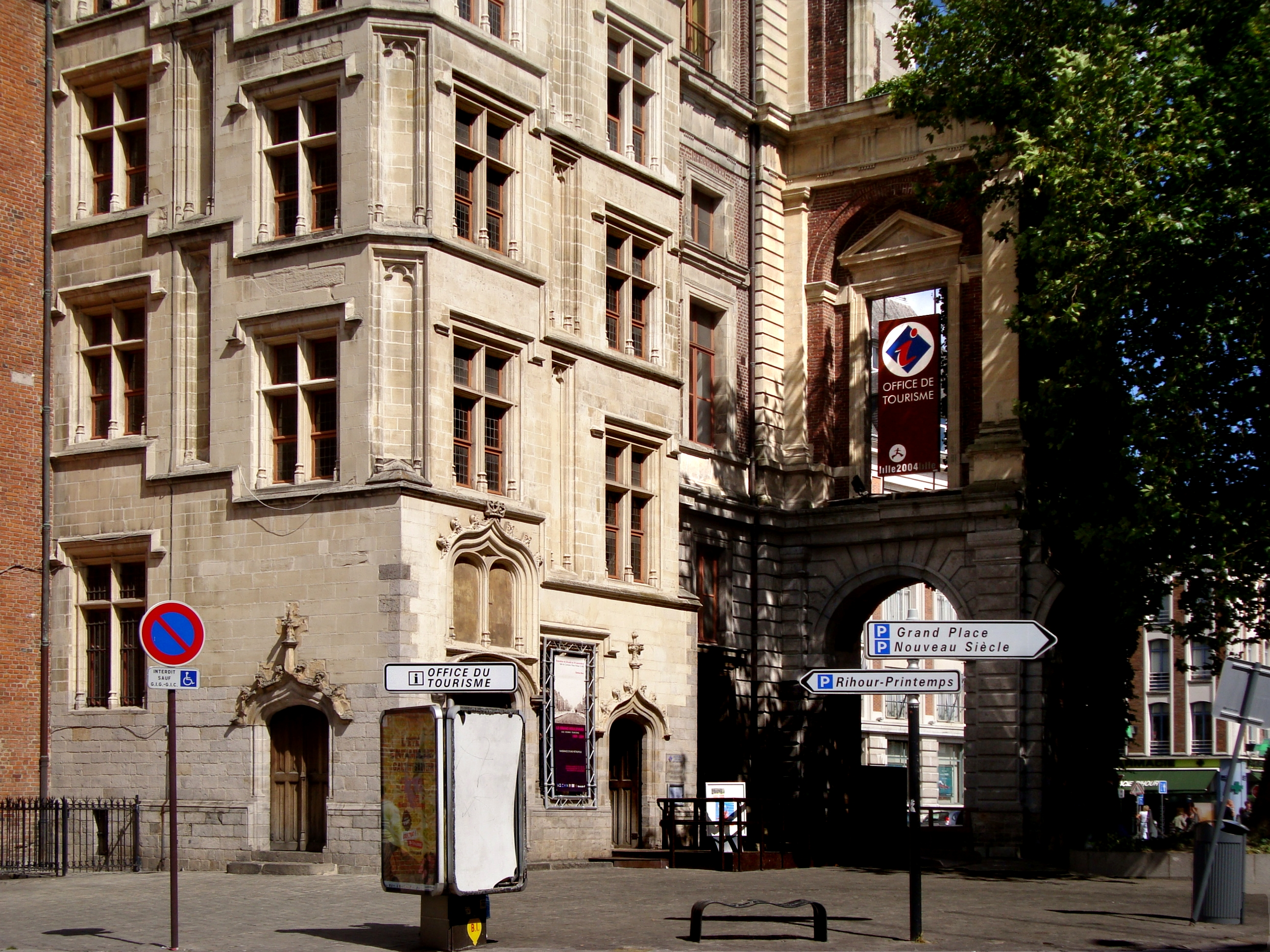
L'office de tourisme installé dans le palais Rihour

Lille réussit progressivement à se défaire de son image de ville industrielle sinistrée par un important travail de remise en valeur de ses quartiers historiques et le retour d'initiatives culturelles d'ambition. Dans les années 1990, la vie culturelle a souffert de la disparition des fêtes de Lille (sorte de carnaval se déroulant traditionnellement au mois de juin) et de la longue fermeture pour travaux du palais des beaux-arts de Lille. Grâce à la mise en valeur du Vieux-Lille dans les années 1980 et 1990, puis de la Citadelle et de ses abords au début des années 2000, le patrimoine de la ville s'est retrouvé à la hauteur de l'enjeu. Le lancement du projet Lille 2004 (capitale européenne de la culture), a été un des événements déclencheurs du devenir de Lille comme ville touristique, label qu'elle a obtenu en 2001. Bénéficiant de son excellente desserte, elle a alors attiré un nombre croissant de visiteurs, quasi exclusivement pour des courts séjours. Avec les 750 000 personnes venues pour l'inauguration de Lille 2004, la ville a su montrer qu’elle pouvait attirer les foules avec un événement de grande ampleur. La municipalité a voulu prolonger cet élan en transformant l'opération en biennale à thèmes : Lille 2004 a fait venir Shanghai à Lille, en 2006, Lille 3000 importe Bombay, et en 2009, c'est l'Europe orientale et centrale qui sont programmées. Dans ce cadre, l'exposition François Pinault Fondation, qui s'est déroulée entre octobre 2007 et janvier 2008 au Tri Postal, a rencontré un vif succès et confirmé le positionnement de Lille comme ville tendance.
À côté du tourisme culturel, la ville a également développé un important tourisme d'affaires et de salons professionnels. Lille Grand Palais accueille aujourd'hui de très grands congrès.
Au 1er janvier 2009, l'offre hôtelière de Lille s'établissait à 3 074 chambres dans 46 hôtels homologués. C'est dans la catégorie deux étoiles qu'elle est la plus abondante (1 591 chambres dans 27 hôtels). L'offre de haut de gamme restait en revanche relativement limitée (330 chambres quatre étoiles et luxe). Elle s'est toutefois étoffée début 2010 avec l'ouverture du complexe Hôtel-Casino-Théâtre Lucien Barrière à Euralille.

### Recherche

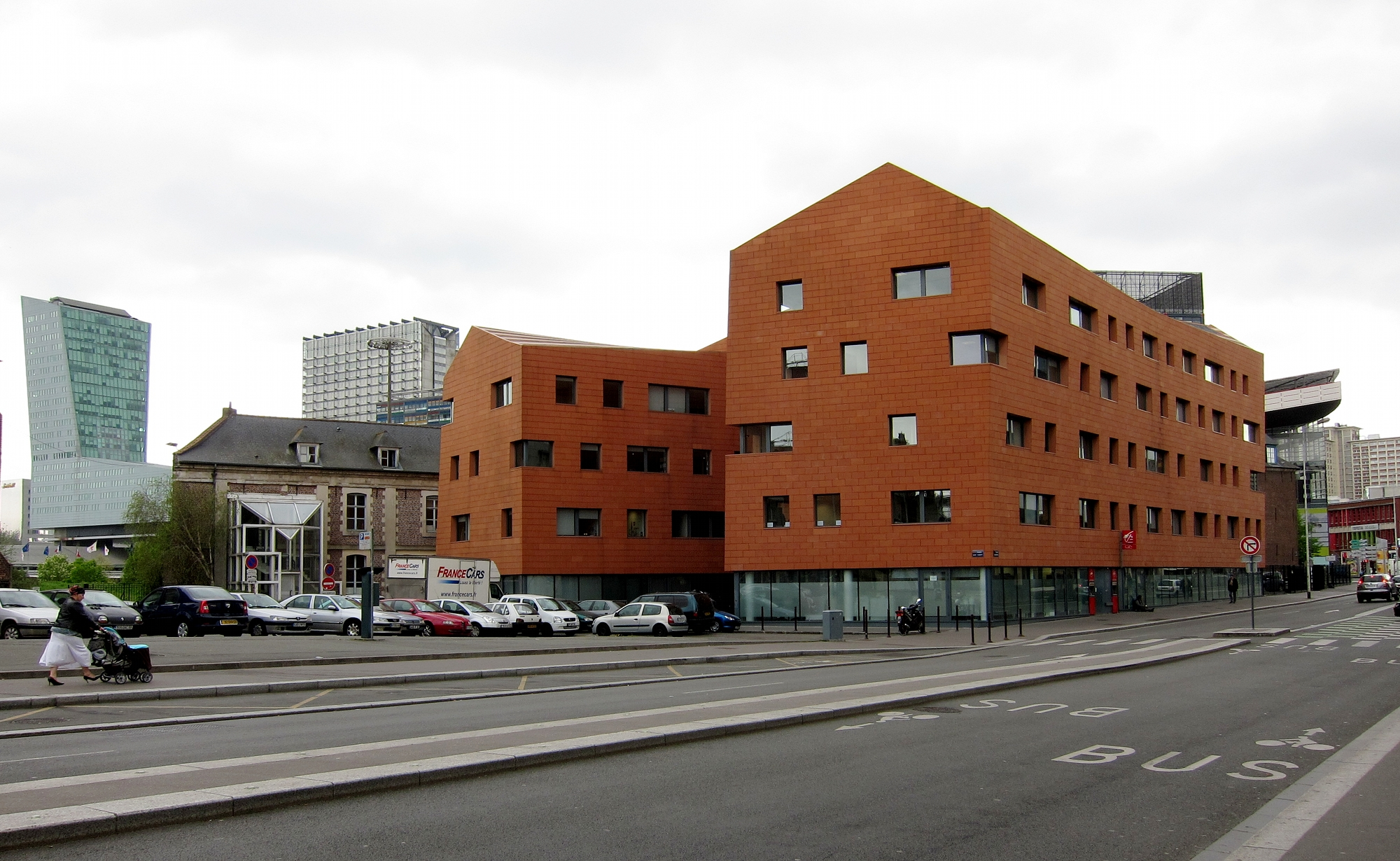
Les locaux du CNRS dans les bâtiments réaménagés de l'ancienne caserne Souham

De nombreux organismes de recherche sont présents à Lille, en particulier la délégation Nord-Pas-de-Calais et Picardie du CNRS, la délégation régionale Lille Nord-Pas-de-Calais - Basse Normandie - Haute Normandie - Picardie de l'INSERM, le Centre de Lille - Villeneuve-d'Ascq de l'INRETS, la délégation régionale de l'INRA, le Centre de Recherche Lille Nord Europe de l'INRIA et le Centre de Lille de l'ONERA. Ils couvrent plus de 150 laboratoires relevant d'une douzaine d'établissements.
Cinq pôles de compétitivité sont également implantés à Lille : 
- Nutrition, Santé, Longévité qui s’appuie en particulier sur le site Eurasanté (Bois Blanc), le CHR et l’institut Pasteur. Il travaille au développement de la recherche et de l’innovation sur les rapports qu'entretiennent la nutrition, la santé et la longévité ;
- I Trans qui s’appuie en partie sur les écoles d’ingénieur de Lille et l’industrie ferroviaire lilloise (mais principalement celle de Valenciennes) et l’Agence européenne du rail située à Euralille. Pôle à vocation mondiale, il est centré sur la conception, la construction et la maintenance de systèmes de transports innovants, en particulier dans le ferroviaire ;
- Industrie du commerce (PICOM) qui s’appuie sur la culture de la vente à distance du versant Nord Est et de la faculté de Lille 2 commerce à distance (basée aussi à Roubaix). Il travaille les techniques du commerce du futur ;
- Up Tex qui s'appuie en partie sur les écoles d'ingénieurs de Lille et l'industrie textile de la région Nord-Pas-de-Calais. Sa vocation est de fédérer et dynamiser tous les acteurs de la filière textile habillement dans les domaines des textiles innovants et de la customisation en s'appuyant sur des compétences économiques, industrielles, scientifiques, marketing et technologiques ;
- Matériaux à usage domestique (MAUD) qui s'appuie notamment sur l'Institut Michel Eugène Chevreul (IMMCL) de l’université des Sciences et Techniques de Lille I. Il s'attache au développement de nouveaux matériaux pour l’alimentation, les arts de la table et l'usage domestique.